# Ivan Mirošničenko
Ivan Nikolajevič Mirošničenko (rusky Иван Николаевич Мирошниченко; * 4. února 2004 Ussurijsk) je profesionální ruský hokejový útočník, který momentálně působí v klubu Hershey Bears v AHL. Ve vstupním draftu 2022 si jej v 1. kole jako 20. celkově vybral tým Washington Capitals.
Na začátku roku 2022 mu byl diagnostikován Hodgkinův lymfom. Léčbu absolvoval v Německu a z nemoci se plně zotavil.

## Hráčská kariéra
V květnu 2023 podepsal s Washingtonem vstupní tříletou nováčkovskou smlouvu. V prosinci si odbyl debut v zápase proti New York Islanders. V březnu 2024 si připsal první bod v utkání proti Pittsburghu. Sezónu dohrál ve farmářském klubu Hershey Bears s nímž získal Calder Cup.

## Statistiky

### Klubové statistiky
| Sezóna      | Klub                | Soutěž      |    | Základní část | Základní část | Základní část | Základní část | Základní část |   | Play off | Play off | Play off | Play off | Play off |
| Sezóna      | Klub                | Soutěž      | Z  | G             | A             | B             | TM            | Z             | G | A        | B        | TM       |          |          |
| 2020–21     | Omskije Jastreby    | MHL         | 20 | 5             | 10            | 15            | 5             | —             | — | —        | —        | —        |          |          |
| 2021–22     | Omskyje Krylja      | VHL         | 31 | 10            | 6             | 16            | 6             | —             | — | —        | —        | —        |          |          |
| 2021–22     | Omskije Jastreby    | MHL         | 1  | 0             | 0             | 0             | 2             | —             | — | —        | —        | —        |          |          |
| 2022–23     | Avangard Omsk       | KHL         | 23 | 3             | 1             | 4             | 0             | —             | — | —        | —        | —        |          |          |
| 2022–23     | Omskyje Krylja      | VHL         | 4  | 0             | 3             | 3             | 2             | —             | — | —        | —        | —        |          |          |
| 2022–23     | Omskije Jastreby    | MHL         | 12 | 10            | 4             | 14            | 27            | 16            | 2 | 5        | 7        | 4        |          |          |
| 2023–24     | Hershey Bears       | AHL         | 47 | 9             | 16            | 25            | 13            | 20            | 7 | 5        | 12       | 6        |          |          |
| 2023–24     | Washington Capitals | NHL         | 21 | 2             | 4             | 6             | 6             | 1             | 0 | 0        | 0        | 0        |          |          |
| KHL celkově | KHL celkově         | KHL celkově | 23 | 3             | 1             | 4             | 0             | —             | — | —        | —        | —        |          |          |
| NHL celkově | NHL celkově         | NHL celkově | 21 | 2             | 4             | 6             | 6             | 1             | 0 | 0        | 0        | 0        |          |          |

### Reprezentační statistiky
| Rok                            | Tým                            | Soutěž                         | Z  | G  | A | B  | TM |
| ------------------------------ | ------------------------------ | ------------------------------ | -- | -- | - | -- | -- |
| 2021                           | Rusko 18                       | MS-18                          | 7  | 6  | 2 | 8  | 4  |
| 2021                           | Rusko 18                       | HGC                            | 5  | 4  | 5 | 9  | 0  |
| Juniorská reprezentace celkově | Juniorská reprezentace celkově | Juniorská reprezentace celkově | 12 | 10 | 7 | 17 | 4  |